# Sclerocactus spinosior
Sclerocactus spinosior ist eine Pflanzenart der Gattung Sclerocactus in der Familie der Kakteengewächse (Cactaceae). Das Artepitheton spinosior wurde für die dichte Bedornung ausgewählt. Englische Trivialnamen sind „Great Basin Eagle-Claw Cactus“, „Desert Valley Fishhook Cactus“ und „Spinier Devil´s-Claw Cactus“.

## Beschreibung
Der kugelförmig, oval bis zylindrisch wachsende Sclerocactus spinosior erreicht Wuchshöhen von 5 bis 15 cm und Durchmesser von 5 bis 10 cm. Die röhrenförmigen Blüten sind 3 bis 5 cm lang bei einem Durchmesser von 1 bis 3 cm. Die Blütenhüllblätter sind violett bis purpurfarben. Die Blühperiode beginnt Ende April.
Sclerocactus spinosior ist nahe verwandt mit Sclerocactus pubispinus und Sclerocactus whipplei und ist ein Vertreter der Sektion Sclerocactus. Im Gegensatz zu dem gelbblühenden Sclerocactus pubispinus blüht er violett bis purpurfarben. Typisch ist der dominante, nach oben aufgerichtete, papierartige Mitteldorn.

## Verbreitung
Sclerocactus spinosior wächst in der Great Basin Wüste in Utah in dem typischen „Sagebrush“ in Kalksteinböden auf flachen Hügeln in Höhenlagen zwischen 1500 und 2000 Metern. Vergesellschaftet ist diese Art oft mit Escobaria vivipara subsp. arizonica, Echinocereus triglochidiatus, Yucca harrimaniae, Yucca harrimaniae subsp. gilbertiana und verschiedenen Opuntia-Arten.

## Systematik
Die Erstbeschreibung durch George Engelmann unter dem Namen Echinocactus whipplei var. spinosior ist 1863 veröffentlicht worden. Die amerikanischen Botaniker Charles Hercules Boissevain und D. Davidson stellten sie 1940 als Sclerocactus whipplei var. spinosior in die Gattung Sclerocactus. Mit Sclerocactus pubispinus var. spinosior folgte 1984 von Stanley Larson Welsh ein weiteres Synonym. Die gültige Beschreibung als Sclerocactus spinosior wurde von D. Woodruff und Lyman David Benson 1976 veröffentlicht.
Nach Fritz Hochstätter werden folgende Unterarten unterschieden:
- Sclerocactus spinosior subsp. spinosior
- Sclerocactus spinosior subsp. blainei (S.L.Welsh & K.H.Thorne) Hochstätter

## Gefährdung
Beide Unterarten Sclerocactus spinosior subsp. spinosior und Sclerocactus spinosior subsp. blainei sind stark gefährdet. In der Roten Liste gefährdeter Arten der IUCN wird die Art als „Least Concern (LC)“, d. h. als nicht gefährdet geführt.

## Bilder
Sclerocactus spinosior:

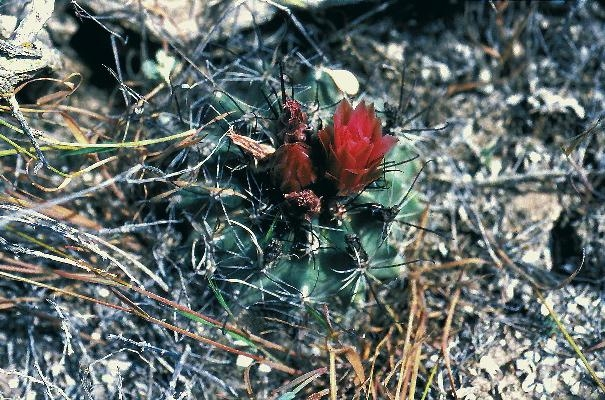
Jungpflanze mit Blüten in Utah.
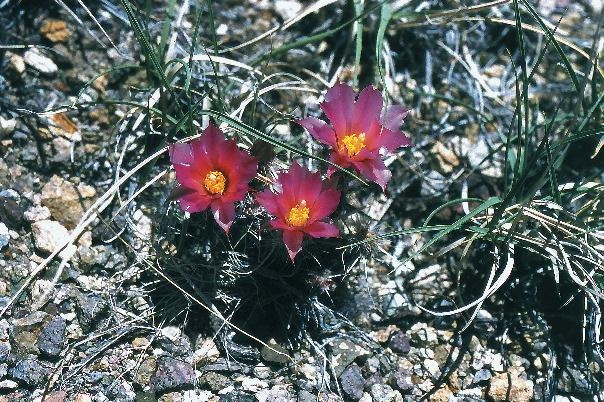
In voller Blüte in Utah.
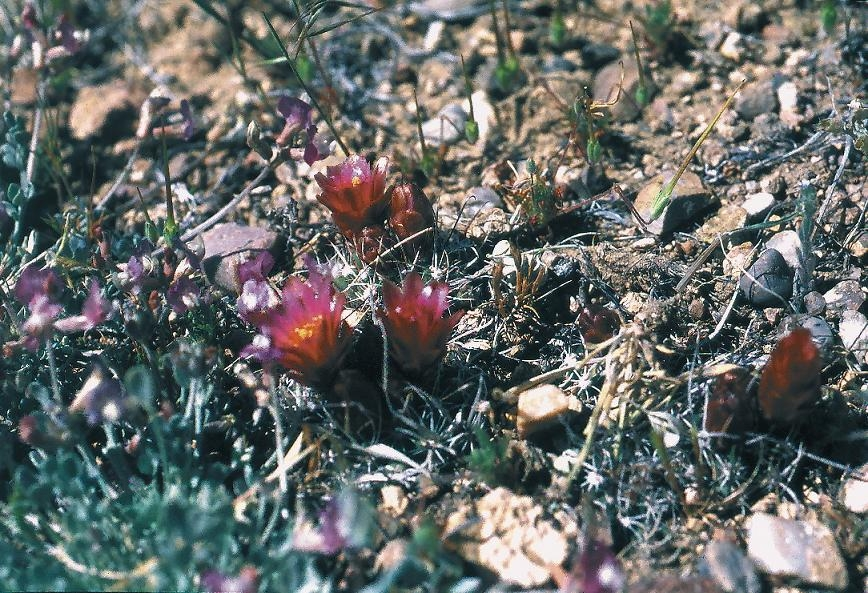
Mit typischen röhrenförmigen Blüten.
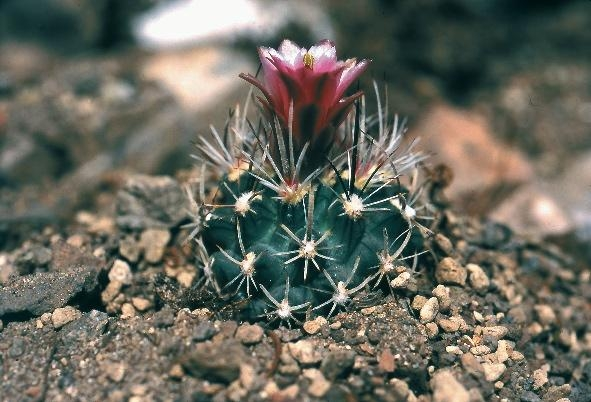
In Kultur.